# やまぶ黄色
もしかして
- 山吹色[注 1]

ではありませんか？